# Vásári Miklós
Vásári Miklós, Szügyi (Vásári, 1300 körül, Bihar vármegye – 1358. május 12. vagy augusztus 19.) - érsek.

## Élete
Vásári Miklós valamikor 1300 körül született a Bihar vármegyei Nagyszalontától nyugatra eső Vásáriban, mely ma már csak puszta. Apja Miklós, Lóránt vajda fia volt. Anyja a híres Csanád érsek nővére, Telegdy Tamás leánya volt.
Az oklevelek Szügyi néven is említették, egyes források pedig Frankó Miklóssal egy személynek tekintik, korábbi életrajz írói pedig tévedésből hol Monoszlói, hol pedig Franko névvel ruházták fel
Neve először 1330-ban tűnt fel az oklevelekben, ekkor, bár még csak alszer-pap (subdiaconus), az esztergomi nagyprépostságon kívül a zágrábi és egri káptalanokban is bírt egy-egy javadalmat.
1331-ben Csanád érsek palliumot kérő római követe és Erzsébet királynő egyik kísérője volt itáliai útján.
1339 előtt egri kanonok, 1339-ben pedig mint esztergomi nagyprépost tűnt föl az oklevelekekben, képzett jogász, de még csak alszerpap; az egri és zágrábi káptalanban is javadalmas.
1344. február 16-án mint királyi követ járt a pápánál, kérte, hogy neki és családjának haláluk órájára teljes bűnbocsánatot és szülőhelye Vásári Szent Márton templomának búcsúengedélyt adjon.
1347-ben a nyitrai püspöki székbe emelte őt a királyi s pápai kegy. Nem egészen két év múlva, 1349 elején már zágrábi választott püspök, de még ugyanazon évben Kalocsára helyezték át, de itt sem maradt sokáig, mivel Csanád esztergomi érsek nagybátyja volt, aki 1350. első napjaiban meghalt és még ugyanaz év január 11-én Vásári Miklós lett az érsek.
Meghalt 1358. május 12-én vagy augusztus 19-én.